# Maja Odżakliewska
Maja Odżakliewska (lub Odžaklievska, mac. Маја Оџаклиевска, serb. Maja Odžaklijevska, Маја Оџаклијевска; ur. 21 kwietnia 1954 w Skopju) – macedońska piosenkarka serbskiego pochodzenia.

## Dyskografia

### Albumy
- Biće sve u redu (PGP RTB, 1982)
- Bele njive (PGP RTS, 1995)

### Single
- Kad nežne svirke zamre ton/V oblak sonce (PGP RTB, 1974)
- Mjesečev san/Šapni mi (RTV Ljubljana, 1976)
- Ti si moj sledeći promašaj/Danjne (PGP RTS, 1979)
- Odnosiš mi srce moje/Vraćam se (PGP RTB, 1980)
- Između nas/Tako mora biti (PGP RTB, 1981)
- Ne podnosim dan/Slušam te, gledam te (PGP RTB, 1981)